# Antonia María de Heredia y Rocamora
Antonia María de Heredia y Rocamora (Zaragoza, 12 de junio de 1746-Orihuela, 1808) fue la VIII marquesa de Rafal, V condesa de Granja, VIII baronesa de Puebla de Rocamora y XVI señora de Benferri desde 1761 hasta 1808. También ostentó la grandeza de España desde 1789 hasta 1808.

## Biografía
Hija de Antonio de Heredia y Bazán y de Antonia de Rocamora y Heredia, nació en Zaragoza el 12 de junio de 1746. En 1761 heredó el marquesado de Rafal junto a sus históricas posesiones, siendo la condesa de la Granja, baronesa de Puebla de Rocamora y la señora de Benferri, tras la muerte sin descendencia de su hermano Antonio de Heredia y Rocamora.
El 18 de diciembre de 1761, Antonia María de Heredia firmó las capitulaciones matrimoniales en Madrid, para su martrimonio el 22 de abril de 1762 en Orihuela en primeras nupcias con el primogénito de los marqueses de Villadarias, Juan María del Castillo y Horcasitas, IV conde de Moriana del Río, VI conde del Peñón de la Vega, caballero de la Orden de Santiago y capitán del Regimiento de Infantería de Andalucía. Cuando Antonia María y Juan María se desposaron, Antonia María era marquesa tan sólo unos meses. Se desposó por poderes siendo representada por el marqués de la Ensenada.
Fruto de este matrimonio nació Juan del Castillo y Heredia, heredero del marquesado de Rafal y del resto de títulos de sus progenitores. Sin embargo, Juan murió el 16 de agosto de 1770 a los cinco años, quedando la marquesa y el conde sin heredero.
Antonia María de Heredia y Juan María del Castillo ya no tuvieron más descendencia, debido a que Juan María murió el 19 de mayo de 1765 en Madrid estando embarazada Antonia María. Al no tener descendencia, los condados propiedad de Juan María pasaron a su hermano Francisco del Castillo y Horcasitas, el posterior V marqués de Villadarias y VI príncipe de Santo Mauro de Nápoles.
Tras enviudar y con la posterior muerte del heredero Juan, Antonia María se desposó en segundas nupcias en Orihuela el 21 de marzo de 1774 con Pablo Melo de Portugal, IV marqués de Vellisca y grande de España. De este matrimonio nació un nuevo heredero para el marquesado y sus señoríos, un varón llamado Vicente Melo de Portugal y Heredia. También tuvieron una niña llamada María del Pilar.
El 27 de mayo de 1782 fallecía Pablo Melo de Portugal, enviudando Antonia María por segunda vez. El marquesado de Vellisca y la grandeza de España pasaba a manos de Luis Melo de Portugal y Almunia, un hijo del primer matrimonio de Pablo Melo de Portugal, por lo que su hijo, Vicente, quedaba como heredero sólo del patrimonio de la Casa de Heredia.
En 1785 el rey de España Carlos III nombró dama a Antonia María para que fuera sirviendo a su nieta la infanta primogénita de Carlos IV, Carlota, durante su viaje a tierras portuguesas a contraer nupcias con el infante Juan de Portugal. Después sería dama de Mariana Victoria hasta el fallecimiento de la infanta en 1788.
Carlos IV que llevaba poco más de un año en el trono de España, otorgó a la marquesa de Rafal Antonia María de Heredia y Rocamora por real decreto en Madrid del 26 de marzo de 1789, el título de grande de España, título que quedó ratificado por el real despacho del 26 de marzo de 1790. 
En 1808 falleció a los 62 años la marquesa de Rafal Antonia María de Heredia y Rocamora, tras 47 años al frente de sus títulos, siendo por lo tanto el segundo marquesado de Rafal más largo ocurrido hasta la fecha, solo por detrás del XIV marqués. 
Todos los títulos de la Casa de Heredia pasaron a su hijo Vicente Melo de Portugal y Heredia, pasando de esta forma a los Melo de Portugal el patrimonio que originalmente fue de la Casa de Rocamora y tras su extinción, de la Casa de Heredia.

## Matrimonio y descendencia
Del primer matrimonio de Antonia María con Juan María del Castillo y Horcasitas nació:
- Juan del Castillo y Heredia (1765-16 de agosto de 1770) Heredero fallecido

De su segundo matrimonio con Pablo Melo de Portugal nació:
- Vicente Melo de Portugal y Heredia (diciembre de 1774-1831) IX marqués de Rafal, VI conde de Granja, IX barón de Puebla de Rocamora y XVII señor de Benferri.

- María del Pilar Melo de Portugal y Heredia (10 de noviembre de 1776-24 de agosto de 1835) X marquesa de Rafal, VII condesa de Granja y X baronesa de Puebla de Rocamora]].